# Ilha das Serpentes

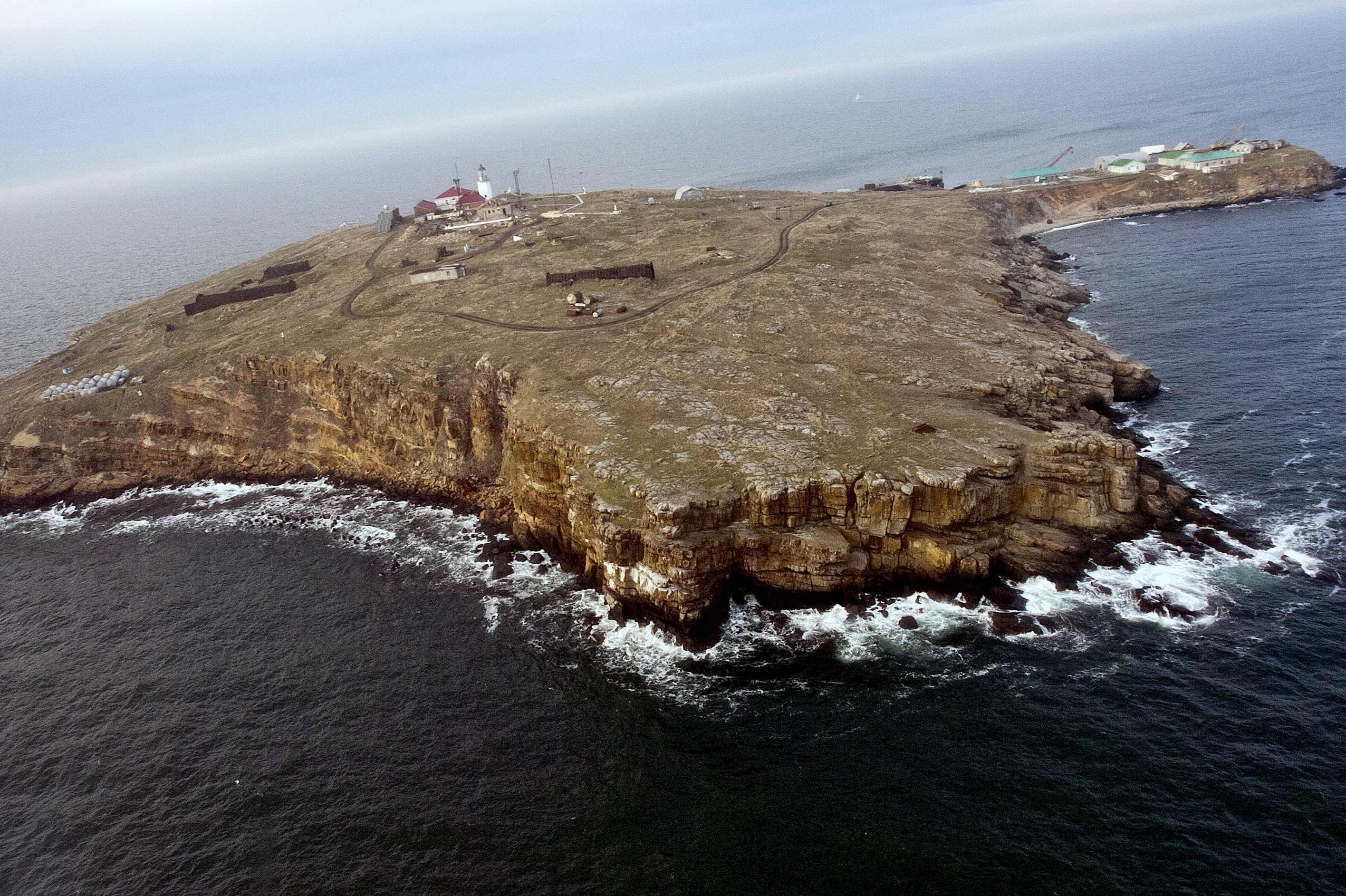
A ilha, vista em 2008.

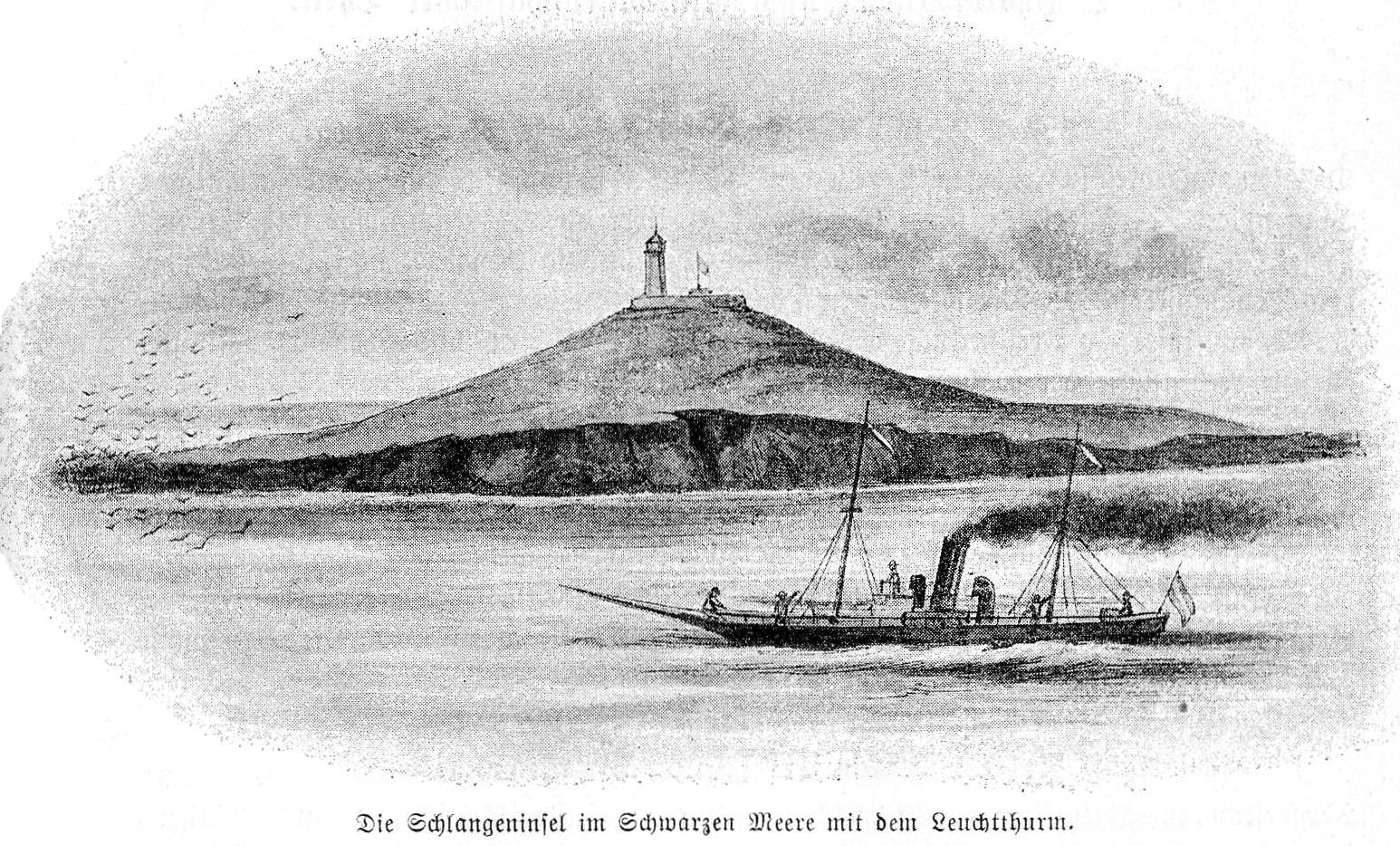
Gravura mostrando a ilha das Serpentes em 1896

Ilha das Serpentes, Ilha das Cobras, ou Fidonisi (em ucraniano: Острів Зміїний, Ostriv Zmiyinyy; em romeno: Insula şerpilor; em grego: Fidonisi, ilha das Serpentes), é uma pequena ilha calcária do mar Negro, hoje território da Ucrânia, situada na zona de fronteira entre aquele país e a Roménia. A ilha tem apenas 0,17 km² de área, com uma configuração irregular com dimensões máximas de 662 m por 440 m. Em 2021, tinha cerca de 100 habitantes permanentes, a maioria pessoal da guarda fronteiriça ucraniana, dos serviços meteorológicos e de uma estação de estudos marinhos ligada à Universidade Nacional de Odessa. A ilha tem sido objeto de recentes investimentos, aparentemente feitos com o objetivo de a tornar numa ilha habitada, o que tem como consequência uma profunda alteração da delimitação do mar territorial e da zona económica exclusiva ucraniana, que crescerá em detrimento da Roménia, o que já levou à apresentação pela parte romena de uma queixa no Tribunal Internacional de Justiça.

## Geografia

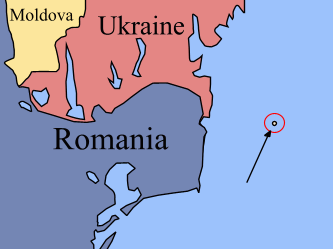
Localização da ilha das Serpentes

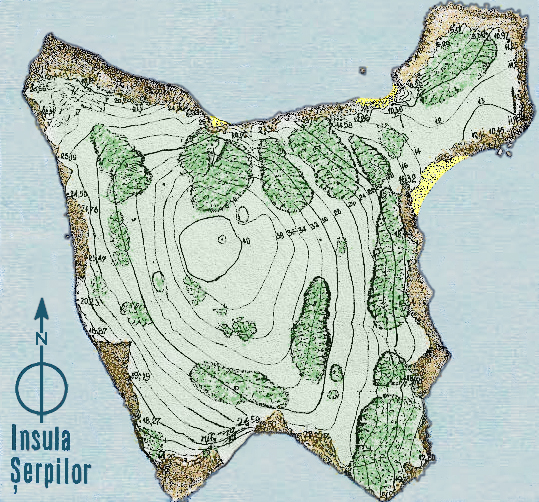
Mapa da ilha das Serpentes

A ilha das Serpentes é a parte emersa de uma formação calcária localizada a 35 km da costa ucraniana, frente à foz do rio Danúbio. A ilha mede 662 metros por 440 metros, com uma área total de apenas 0,17 km². O seu ponto mais alto está a 41 m acima do nível médio do mar.
O ponto da costa mais próximo é a ilha Kubanskyi, localizada na parte ucraniana do delta do Danúbio, entre o  canal Bystroe e o  canal Vostochnoe. A cidade mais próxima é Sulina, na Roménia, a 45 km de distância.
Administrativamente a ilha é parte do distrito de Kiliya do oblast de Odessa, Ucrânia, onde se situa a cidade ucraniana mais próxima da ilha, Vylkove, a cerca de 50 km de distância.

### Delimitação da fronteira marítima
Devido à posição geográfica da ilha e às disposições do direito internacional marítimo que governam a delimitação da zona económica exclusiva e da plataforma continental, a posse da ilha e o seu estatuto são determinantes para decidir o traçado da fronteira marítima entre a Roménia e a Ucrânia.
Para além da questão da soberania, agora decidida a favor da Ucrânia, se a ilha for considerado um mero ilhéu incapaz de suportar habitação humana permanente, então a linha de demarcação deve ser traçada sem ter em conta a ilha, o que corresponde aos interesses romenos; se, pelo contrário, a ilha for considerada habitada, tem direito a uma zona económica exclusiva de 200 milhas náuticas, ou até ao ponto mediano da linha que ligue a sua costa à linha de base considerada nas costas dos Estados adjacentes, o que corresponde aos interesses ucranianos.
A parte romena considera que os recentes investimentos na construção de um porto e outras infraestruturas na ilha correspondem à intenção ucraniana de demonstrar que a ilha é efetivamente habitada, ganhando assim base para reclamar as águas e fundos marinhos em seu torno.
A 16 de setembro de 2004 a Roménia apresentou no Tribunal Internacional de Justiça (TIJ) uma queixa contra a Ucrânia, solicitando a delimitação da fronteira marítima entre ambos os Estados, alegando que a ilha não tem significado socioeconômico e que por isso deve ser considerado um mero ilhéu sem significado na delimitação da fronteira. A Ucrânia teve de apresentar as suas alegações até 19 de maio de 2006. O andamento do processo levará a que o desfecho não seja facilmente atingido.
Entretanto foram descobertos depósitos de petróleo, avaliados em 10 milhões de toneladas, e de gás natural (1 000 000 000 m³) sob os fundos marinhos adjacentes à ilha, que apesar de não serem muito significativos, pois podem ser esgotados em 2-3 anos de exploração,  ainda assim contribuem para tornar mais acesa a disputa.
A BP e a Royal Dutch Shell assinara contratos de prospecção com a Ucrânia, enquanto a Total S.A. negociou com a  Roménia a prospecção da região adjacente. A empresa austríaca OMV (proprietária da  Petrom,  maior empresa romena dos sector petrolífero) também assinou um acordo com a Naftogaz Ukrainy e com a Chornomornaftogaz para se apresentarem conjuntamente a uma eventual hasta dos direitos de exploração na zona.
Presumindo que o TIJ ditará o seu veredicto no caso, a jurisprudência existente aponta para que em geral as ilhas sejam consideradas como circunstâncias especiais ou relevantes em cada ato de delimitação efetuado pelos Estados em si, ou em acordos bilaterais ou com a assistência de terceiros, como é o caso do TIJ. Contudo, dependendo das circunstâncias de cada caso, considerações de equidade podem levar a que na determinação dos limites as ilhas recebam total consideração (dando direito às 200 milhas), apenas consideração parcial ou mesmo a que sejam ignoradas.
Contudo, na maioria dos casos mesmo os rochedos inabitáveis têm sido considerados para efeitos de delimitação marítima, pelo que se torna difícil ignorar ilhas habitadas, mesmo que essa condição seja disputada. Por exemplo, a ilha das Aves foi considerada na delimitação da fronteira marítima entre os Estados Unidos da América e a Venezuela, apesar da sua pequenez e de ser inabitada.
Para além disso, a maioria dos Estado não distingue as ilhas dos rochedos referidos no artigo 121(3) da Convenção das Nações Unidas sobre o Direito do Mar (LOSC) e reclama jurisdição sobre uma ZEE em torno de todas as suas ilhas e rochedos, independentemente das suas características e dimensões. Exemplos dessa política incluem o Reino Unido (em relação a Rockall), o Japão (em relação a Okinotorishima), os Estados Unidos (em relação a muitas ilhas e atóis no Pacífico equatorial e nas Caraíbas), a França (em relação a Clipperton e a outras ilhas e ilhéus), a Noruega (em relação a Jan Mayen), o Iémen, a Nicarágua, o Sri Lanca, e muitos outros Estados.
A jurisprudência dos tribunais internacionais e de outras situações em que há recurso à mediação ou arbitragem de terceiros não é, contudo, uniforme. Por um lado, mesmo os rochedos a que se refere o artigo 121(3) da LOSC têm sido por vezes tidos em conta na delimitação de fronteiras marítimas; por outro, mesmo ilhas que estejam para além do disposto no artigo 121(3) têm por vezes sido ignoradas ou substancialmente menosprezadas (consideradas enclaves ou mesmo eliminadas de consideração) se o seu efeito é considerado como pouco equitativo ou capaz de distorcer a justiça do limite face à sua dimensão, localização e importância. Não existe assim jurisprudência segura que possa ajudar a prever o desfecho da disputa.
Apesar de terem ocorrido já situações similares à colocada perante o Tribunal pela Roménia, ainda nunca foi proferida qualquer decisão do ITJ sobre a distinção entre um rochedo (na acepção do artigo 121(3) da LOSC) e uma ilha (na acepção do artigo 121(2) do mesmo diploma). Assim a disputa sobre a ilha das Serpentes pode vir a traçar um importante precedente, determinando a forma como no futuro será feita a delimitação de fronteiras marítimas na presença de ilhas e ilhéus.
A decisão do TIJ não é assim fácil. Por um lado, parece óbvio que a ilha das Serpentes é uma verdadeira ilha, nos termos do artigo 121(2) da LOSC, uma vez que pode ser habitada (até já tem posto de correios e banco!) e pode assim ser sujeito do direito à sua própria ZEE e plataforma continental. Por outro lado, o mar Negro é um pequeno mar interior, sem as dimensões oceânicas para as quais a LOSC foi concebida, e a ilha é de muito pequena significância, o que pode levar a que seja ignorada.
Entretanto, a pedido da Ucrânia, o TIJ deliberou a 8 de Junho de 2007 conceder uma prorrogação de prazo, até 6 de Julho de 2007, para que aquele Estado possa apresentar novos argumentos. A decisão não se espera até meados de 2008 e apenas depois da realização de audiências públicas a levar a cabo durante aquele ano.

## População e infraestrutura
Em obediência a um Tratado assinado em 1997 entre a Roménia e a Ucrânia, a guarnição militar ucraniana que ali estava estacionada desde os tempos soviéticos foi retirada, os radares as instalações de radiocomunicações militares foram desmantelados e as infraestruturas existentes foram colocadas sob administração civil. Em resultado dessa mudança, a ilha está agora desmilitarizada e em fase de rápido desenvolvimento, com novos equipamentos a serem ali instalados.
Habitam correntemente a ilha cerca de 100 pessoas, na sua maioria guardas fronteiriços ucranianos e as suas famílias e pessoal técnico ligado à meteorologia e aos equipamentos de monitorização e de sinalização do tráfego aéreo e marítimo que estão instalados na ilha. Desde 2003 que se encontra instalada uma missão científica permanente para estudo das ciências do mar, operada pela  Universidade Nacional de Odessa.
Para além de um heliporto, em 2002 foi construída uma instalação portuária capaz de receber navios com até 8 m de calado, estando em curso outros melhoramentos no pequeno porto que serve a ilha.
A ilha alberga diversas ajudas à navegação, incluindo um farol com 150 anos de história. A energia eléctrica é fornecida por uma central produtora que combina geradores a diesel com aerogeradores. Para além disso, a ilha tem uma estação de correios, uma balcão do banco ucraniano "Aval", um posto médico, um posto de recepção de televisão por satélite, uma rede telefónica, incluindo ligação à Internet e uma torre de telefonia móvel celular (telemóvel).

### Farol das ilha das Serpentes
O Farol da ilha das Serpentes, situado no ponto mais alto da ilha, a 40 m de altitude, muito próximo do seu centro geográfico. Foi construído no Verão de 1843 por um destacamento da Esquadra do Mar Negro da Marinha Imperial Russa. O farol está instalado sobre uma torre  octaédrica com 12 m de altura, tendo adjacente um edifício habitacional para os faroleiros.
Com o desenvolvimento tecnológico, em 1862 foi instalada uma nova lâmpada, importada da Inglaterra. No início da década de 1890 foi instalada uma lâmpada a querosene, com equipamento rotativo e lentes planas,  que aumentou o alcance do farol para as 20 milhas náuticas.
O farol foi seriamente danificado durante a Segunda Guerra Mundial devido a bombardeamentos da aviação soviética e depois da aviação alemã. Foi ocupado nos finais de 1944 por um destacamento de comunicações militares proveniente de Odessa, passando então a ser operado pelas forças armadas soviéticas.
O edifício foi reconstruído e reequipado em 1949 por militares da Esquadra do Mar Negro da Marinha Soviética. O farol sofreu novos melhoramentos em 1975 e 1984. Em 1988 foi instalado um radiofarol "KPM-300", com um alcance de 150 milhas náuticas.
Já sob controlo da Ucrânia, em 2004, o farol foi equipado com um radiofarol "Yantar-2M-200", com capacidade para emitir dados diferenciais (de correção) para o sinal dos satélites de navegação GPS e GLONASS.
O farol está listado sob os identificadores UKR 050 pela ARLHS, EU-182 pela IOTA e BS-07 pela UIA.

## História

### Antiguidade
Na Antiguidade Clássica a ilha era chamada pelos gregos Λευκός, Leuce (ilha Branca ou Lefki ), nome que os romanos traduziram para Alba, provavelmente devido à presença nas suas falésias de mármore e grés branco. Na ilha existiam grandes serpentes inofensivas que eram consideradas sagradas, o que deu origem ao seu nome posterior.
Apesar de não ter habitantes permanentes, a ilha era pertença da colónia grega de Ólbia, localidade situada nas proximidades da atual cidade de Odessa. Nela foi construído um dos maiores santuários dedicados ao herói arcádio Aquiles, onde se dizia que as aves marinhas molhavam as asas no mar para vir com elas lavar o templo, razão pela qual ganhou o epíteto de Achilleis ("de Aquiles"). Desse tempo ainda restam ruínas de diversos templos de origem trácia dedicados a Apolo e foi assinalada a presença de ruínas submersas na costa da ilha.
De acordo com um epítome do épico perdido de Arctino de Mileto sobre a Guerra de Troia, os restos mortais de Aquiles e de Pátroclo foram levados para a ilha branca pela deusa Tétis, sendo aí depositados num santuário. Acredita-se que as ruínas de um templo quadrado, com 30 m de lado, descobertas pelo capitão Kritzikly em 1823, sejam os restos do grande templo de Aquiles construído em memória desse feito.
Ovídio, que foi banido para Tômis, atual Constança, menciona a ilha nos seus escritos, tal como Ptolomeu e Estrabão. A ilha é descrita na História Natural de Plínio, o Velho (Livro IV.27.1).
Foram descobertas na ilhas várias inscrições antigas, incluindo a cópia de uma proclamação da cidade de Ólbia, datado do século IV a.C., que louva quem derrotou e expulsou da ilha sagrada os piratas que lá viviam.
No ano 29 da nossa era a ilha passou a pertencer ao Império Romano, ficando integrada na província da Cítia Menor, área correspondente à atual Dobruja. Com a desagregação do Império Romano, a ilha ficou na posse do Império Romano do Oriente, mais conhecido pelo Império Bizantino.

### Idade moderna
Em 1315 o imperador bizantino cedeu a ilha aos genoveses, que aí instalaram um facho e construíram abrigos e cisternas utilizando as pedras dos antigos templos da ilha. Com a perda de influência bizantina, a ilha passou para a posse de Mircea I, monarca da Valáquia, passando a integrar aquele principado.
Os turcos otomanos conquistaram a ilha em 1412, dando-lhe o nome de Yilan Adasi (Ilha das Cobras), mas em pouco tempo as instalações arruínam-se e a ilha é abandonada por falta de água potável. Apesar disso, a ilha permaneceria sob controlo otomano até 1829, ano em que a ilha passou para o controlo do Império Russo, na sequência da vitória deste na Guerra Russo-Otomana de 1828–1829, permanecendo sob soberania russa até 1856, ano em que voltou a ser ocupada pelos otomanos.
Como os marinheiros gregos da região do mar Negro conheciam a ilha por Fidonisi, o que significa ilha das serpentes, foi com este nome que ficou conhecida durante as múltiplas guerras que opuseram os povos cristão ortodoxos ao poderio otomano. A ilha ganhou notoriedade devido à batalha naval russo-otomana conhecida por Batalha de Fidonisi, travada nas suas imediações a 14 de julho de 1788, um episódio marcante da Guerra Russo-Otomana de 1787-1792.
Após a desagregação do Império Bizantino a ilha ficou sob controlo otomano até 1829, ano em que a ilha passou para o controlo do Império Russo na sequência da vitória russa na Guerra Russo-Otomana de 1828–1829, permanecendo sob soberania russa até 1856, ano em que voltou a ser ocupada pelos otomanos.
Em 1877, na sequência da sua derrota na Guerra Russo-Otomana de 1877–1878, os otomanos foram obrigados pelo Tratado de Adrianópolis a ceder a ilha e a região vizinha de Dobruja aos russos, que contudo acabariam por cedê-la à Roménia como reparação pela anexação da parte sul da Bessarábia. A partir daí, a ilha manteve-se sob soberania romena até à sua ocupação pelas forças soviéticas em 1944.
Estando a ilha sob soberania romena durante a Primeira Guerra Mundial, e sendo a Roménia um dos Estados aliados contra a Alemanha, o farol da ilha foi bombardeado em 25 de junho de 1917 pelo cruzador rápido otomano Midilli, que desembarcou marinheiros alemães que ocuparam a ilha durante algumas horas, destruindo o farol e uma estação de comunicações ali instalada. Os romenos reconstruíram o farol em 1922. Em 1932 a ilha foi declarada pela Roménia como reserva natural. Também na década de 1930 a ilha foi estudada pelo arqueólogo Vasile Pârvan, que escavou o lugar do antigo Templo de Aquiles.
Os Tratados de Paz de Paris de 1947 entre as potências que tinha participado na Segunda Guerra Mundial cederam a parte norte da Bucovina, a região de Hertza, Budjac e a Bessarábia à União Soviética, mas não fazem qualquer menção à foz do Danúbio ou a ilha das Serpentes.
Apesar disso, a 23 de maio de 1948 a União Soviética forçou a Roménia, então ocupada pelas forças soviéticas, a aceitar a transferência da ilha para a URSS, bem como o recuo da fronteira romena na região do delta do Danúbio, resultando na anexação da ilha de Limba pelos soviéticos. Este protocolo, assinado pela parte romena pela Ministra dos Negócios Estrangeiros Ana Pauker, foi mantido secreto por mais de uma década. A ilha passou então a designar-se por Ostrov Zmeïnyi (russo: ilha das Serpentes). No mesmo ano, e no contexto da Guerra Fria, foi construído na ilha uma instalação radar soviética destinada a apoiar os seus sistema de defesa naval e antiaérea.
Após a queda do regime comunista, a Roménia tem disputado veementemente a validade deste "tratado", já que o mesmo foi assinado sob ocupação soviética e nunca foi ratificados por qualquer das partes, o que faz com que, aos olhos dos romenos, de jure, as ilhas das Serpentes e de Limba sejam ainda território romeno.
A integração da ilha das Serpentes no território soviético foi confirmada pelo acordo assinado entre os governos da República Popular da Roménia e da União das Repúblicas Socialistas Soviéticas, denominado Tratado Romeno-Soviético sobre o Regime Fronteiriço e Colaboração e Assistência Mútua em Matéria de Fronteiras, assinado em Bucareste a 27 de fevereiro de 1961.
Entre 1967 e 1987 a União Soviética e a Roménia tentaram sem sucesso negociar a delimitação das suas zonas económicas exclusivas e plataformas continentais, tendo a negociação falhado quando em 1987 o lado romeno recusou aceitar apenas 4000 km² dos 6000 km² de fundos marinhos que reclamava nas imediações da ilha.
Com a dissolução da União Soviética, em 1991 a Ucrânia incorporou a ilha no seu território, apesar da Roménia a continuar a reclamar como sua, face à alegada nulidade do tratado de 1947. Na altura voltou a ser alegado pelo lado romeno que nos Tratados de Paz de 1918 e 1920 (assinados depois da Grande Guerra), a ilha era considerada parte da Roménia, não sendo sequer mencionada no Tratado de 1947 que mudou as fronteiras entre a Roménia e a União Soviética.
Sob pressão ocidental, em 1997 a Roménia e a Ucrânia assinaram um tratado no qual ambos os Estados reafirmam que as fronteiras existentes entre eles são invioláveis e que em consequência renunciam, agora e para o futuro, a qualquer tentativa de as alterar, bem como a qualquer reivindicação ou ato de tomada ou usurpação de qualquer parte do território das Partes Contratantes. Esse mesmo tratado obriga à desmilitarização da fronteira, obrigando à retirada do contingente militar ucraniano que estava na ilha das Serpentes.
A Roménia apenas terá aceite este tratado pois ele era condição para a admissão do país na NATO. Contudo, ambas as partes concordaram que na ausência de um acordo sobre as suas fronteiras marítimas, a estabelecer no prazo de dois anos, qualquer dos lados poderia recorrer ao Tribunal Internacional de Justiça. Verificada a ausência do acordo no prazo fixado, a Roménia recorreu àquele tribunal, num caso que ainda se encontra pendente.

#### Ocupação russa em 2022
Em 24 de fevereiro de 2022, no primeiro dia da invasão russa da Ucrânia, um contingente indeterminado de soldados estacionado na ilha sofreu um ataque naval russo. Uma suposta comunicação via rádio entre os atacantes russos e os defensores ucranianos circulou pela mídia depois que a imprensa europeia e uma autoridade ucraniana divulgaram o acontecido. A interação partiu de um navio, que avisou os soldados para se renderem antes da ilha ser bombardeada: "Este é um navio militar russo. Sugiro que deponham as armas e se rendam para evitar derramamento de sangue e baixas desnecessárias. Caso contrário, serão bombardeados." Um dos soldados, localizado no exterior da ilha, teria transmitido ao vivo quando o ataque ocorreu. Na emissão, pode-se ouvir soldados ucranianos a dizer "é agora", e a discutir brevemente como responder ao ultimato russo, antes de se decidirem pela resposta. Ouve-se então um dos soldados a responder: "Navio de guerra russo, vá se foder" No pequeno clipe, difundido nas redes sociais, vê-se o soldado a se abrigar enquanto o navio russo abre fogo, momentos antes dele e dos seus companheiros supostamente serem mortos. No dia seguinte, o presidente ucraniano, Volodymyr Zelensky, em um discurso, enalteceu a suposta morte dos 13 soldados na defesa da ilha, afirmando que todos serão condecorados com o título de Herói da Ucrânia post mortem. O ministro da defesa russo, contudo, informou que os soldados haviam se rendido voluntariamente, e não mencionou nenhuma baixa. No dia seguinte, o Serviço Estadual de Guarda de Fronteiras da Ucrânia informou que possui "forte crença de que todos os defensores ucranianos da ilha das Serpentes podem estar vivos".
Desde que a ilha caiu nas mãos dos russos no primeiro dia de invasão, a área foi submetida a constantes bombardeios por parte dos ucranianos. Em 30 de junho de 2022, após um maciço ataque aéreo por aeronaves ucranianas, a Rússia anunciou que estava evacuando a Ilha das Serpentes, afirmando que tal ação era um "gesto de boa vontade" após completar seus objetivos.